# غويليرمي أبيلت بيريس
غويليرمي أبيلت بيريس هو لاعب كرة قدم برازيلي في مركز الوسط، ولد في 13 فبراير 1992 في ريو دي جانيرو في البرازيل. لعب مع نادي ألساندريا ويوفنتوس.

## وصلات خارجية
- غويليرمي أبيلت بيريس على موقع قاعدة بيانات كرة القدم.إي يو (الإنجليزية)
- غويليرمي أبيلت بيريس على موقع Soccerway.com (الإنجليزية)